# 佐倉の秋祭り
佐倉の秋祭り（さくらのあきまつり）は、佐倉の秋祭り実行委員会が主催する毎年10月に千葉県佐倉市で行われる祭礼。

## 概要
下総国佐倉藩の城下町であった新町通りを中心とし、佐倉市内（主に佐倉地区）の20町会と麻賀多神社、六崎麻賀多神社、愛宕神社、神明神社、八幡神社の5社合同による祭礼である。
祭礼では、お囃子や踊り、「えっさのこらさのえっさっさ」をはじめとする様々な掛け声に合わせて各社氏子町の山車・御神酒所・御神輿が城下町佐倉を練り歩く。
祭礼中は、佐倉警察署の指導の下、15時頃から22時頃まで新町通り及びその周辺で交通規制がなされ、一帯は歩行者天国となる。また、エリア内を走るちばグリーンバスの路線バスも正午から終車まで迂回を行う。

## 歴史
佐倉の秋祭りは、古くから「麻賀多神社祭禮」が母体であり、五穀豊穣に感謝する祭りであるが、始まりは不明である。江戸時代中期に渡辺善右衛門守由により書かれた『古今佐倉真佐子』では、享保2年（1717年）頃には既に祭礼が行われていた記録がある。これは、現在確認できる祭礼の記録では最も古いものである。この頃の祭礼は旧暦9月14日・15日の2日間で行われており、麻賀多神社の御神輿の渡御の行程も現在より長かった。
明治時代になると、新町六町（横町・上町・二番町・仲町・肴町・間之町）は日本橋から江戸型山車や山車人形を買い揃えた。この頃の祭礼は、3年に一度を「大祭」とし、山車及び御神酒所を引き廻し、それ以外の年は、御神酒所のみを引き廻した。当時の祭礼の華やかさは「佐倉新町江戸勝り」と表された程だった。
その後、昭和初期にかけて、新町六町以外の各氏子町会も御神酒所を所有し、御神輿・山車・御神酒所が三日間城下町を練り歩く現在の形となった。
太平洋戦争中は祭礼は一時中断されたが、終戦直後の1945年の祭礼より麻賀多神社御神輿の渡御が再開された。
高度経済成長期には、毎年行われていた麻賀多神社御神輿の渡御が5年に一度となるなど、祭礼は一時衰退したが、1973年の若潮国体記念大祭を機に佐倉の祭礼は徐々に復活していった。
1993年、佐倉の秋祭り実行委員会が発足。
2016年4月25日、『城下町佐倉の祭礼』が佐倉市・成田市・香取市・銚子市の諸文化財とともに北総四都市江戸紀行・江戸を感じる北総の町並み ―佐倉・成田・佐原・銚子：百万都市江戸を支えた江戸近郊の四つの代表的町並み群― として日本遺産に認定された。
2016年10月17日の早朝、祭礼を終え町内の保管場所に留置されていた並木町の御神酒所から出火し、御神酒所はほぼ全焼した。不審火の可能性もあるという。御神酒所の再建のために市内外で募金活動が実施され、最終的に1524万円が集まった。御神酒所は2018年に再建され、10月の祭礼よりも一足早い9月30日に町内で引き廻された 。
2019年は、令和元年東日本台風の影響により中止。
2020年及び2021年は、新型コロナウイルス感染症の影響により中止された。

## 参加町会
出典

### 麻賀多神社氏子町

#### 横町（よこまち）
新町通りに対して横に伸びた町会。『石橋人形山車』の保有町会である。山車囃子台上の水引幕には「一番」の文字が刺繍されているため、昔から「一番町」と称して祭礼を行っていたと思われる。

#### 上町（かみちょう）
加美町とも表記する。新町通りに入って最初の町会であることから、江戸時代には「上一番町」と呼ばれていた。『日本武尊人形山車』を保有。御神酒所は1910年に佐倉の宮大工が制作。

#### 二番町（にばんちょう）
祭礼中は町内の市営駐車場に実行委員会本部や警備本部、麻賀多神社御神輿の御旅所が置かれる。『玉ノ井龍神』の山車人形を保有。御神酒所は1811年の制作。

#### 仲町（なかまち）
新町六町のちょうど中間に位置していることから、仲町と呼ばれる。新町六町の中で最も大きい町会である。『関羽人形山車』を保有しており、祭礼1日目と3日目は御神酒所（1919年制作）を、2日目は山車を引き廻している。

#### 肴町（さかなまち）
新町六町の東側の鍵の手にあたる町会で、戦前は鮮魚商が軒を連ねた。佐倉新町おはやし館に展示されている山車人形『竹生島龍神』を保有している。御神酒所は1893年に橋本富蔵によって制作された。

#### 間之町（あいのまち）
新町六町の一番東に位置する町会。新町と弥勒町との間に位置することから、「間の町」と呼称されるようになった。『猩猩人形山車』を保有していたと伝えられている。

#### 並木町（なみきちょう）
御神酒所は1933年に町内の宮大工・川名部徳三郎によって制作されたが、前述の2016年の火災ににより消失、2018年に再建された。

#### 袋町（ふくろまち）
江戸時代には、八軒の店が並んでいたことから、「八軒町」と呼ばれていた。また、地形が袋小路のようになっていることから、いつしか袋町と呼ばれるようになった。現在の御神酒所は1936年に表町から譲り受けた。佐倉囃子発祥の地でもある。

#### 野狐台町（やっこだいまち）
野狐台町は佐倉藩の薬草園として拓かれ、梅林が広がり、藩主の茶室も置かれた。現在の御神酒所は2代目で1951年に制作された。

#### 宮小路町第1町内会（みやこうじまち）
宮小路町は現在、第1町内会と第2町内会に分かれ、祭礼を行っている。御神酒所は2代目で、1957年に制作された。祭礼中では麻賀多神社御神輿の宮入り、宮出しを請負う町会。

#### 鏑木町（かぶらきまち）
麻賀多神社は旧鏑木村の産土神社であったため、麻賀多神社御神輿の担ぎ手は代々鏑木町在住の男性が奉仕し、現在もその伝統は続いている。祭礼1日目と2日目は御神酒所（1987年制作）を引き廻し、3日目は町会を3つに分け、町内神輿を渡御している。

#### 栄町（さかえちょう）
1962年に京成佐倉駅がこの地に移転してきたことから、町の発展・繁栄を願い、栄町と呼ばれるようになった。現在の御神酒所は2代目で、1989年に諏訪の宮大工によって制作された。

#### 中尾余町（なかびょうまち）
「尾余」とは、低地に突き出た台地のことを言い、地形の呼び名が町名になったといわれている。祭礼では、町内神輿を担いで参加している。

#### 最上町（もがみちょう）
佐倉城の築城にあたり、出羽国の藩士が移り住んだため、最上町と呼ばれる。祭礼では、町内神輿を担いで参加している。

#### 宮小路町第2町内会
武家屋敷が建ち並ぶ町会。昭和中期に高橋板金により制作された町会神輿と小型の屋台により、祭礼を行っている。祭礼中には町内に万灯が掲げられている。

### その他氏子町

#### 弥勒町（みろくまち）
八幡神社氏子。八幡太郎義家の山車人形を保有している。御神酒所は1921年制作。

#### 表町（おもてちょう）
六崎麻賀多神社氏子。明治時代中期に、旧根郷村六崎に鉄道が敷かれ、新しい町が出来たことから「六崎停車場区」と呼ばれるようになった。その後、「表町」と呼ばれるようになり、平成に入り、正式な行政地名となった。御神酒所は1936年の制作である。

#### 本町（もとまち）
神明神社氏子。本佐倉城があった頃、宿場町・商人町として栄えた。御神酒所は江戸時代の制作と言われており、2011年に改修された。

#### 田町（たまち）
愛宕神社氏子。明治時代、佐倉城址に帝国陸軍歩兵第2連隊が駐屯し、正門が田町側にできたことにより、繁栄した。当時、御神酒所が三台あったという言い伝えもある。現在の御神酒所は2014年に新調された。

#### 松が丘鳳友会（まつがおかほうゆうかい）
根郷地区の中央に位置する町会。1970年から大規模な造成が始まり、新興住宅地として誕生した。団地居住者の親睦を深めるため、「松が丘鳳友会」が結成され、1993年より町内神輿を担いで祭礼に参加している。

## 山車

### 現在引き廻し可能な山車

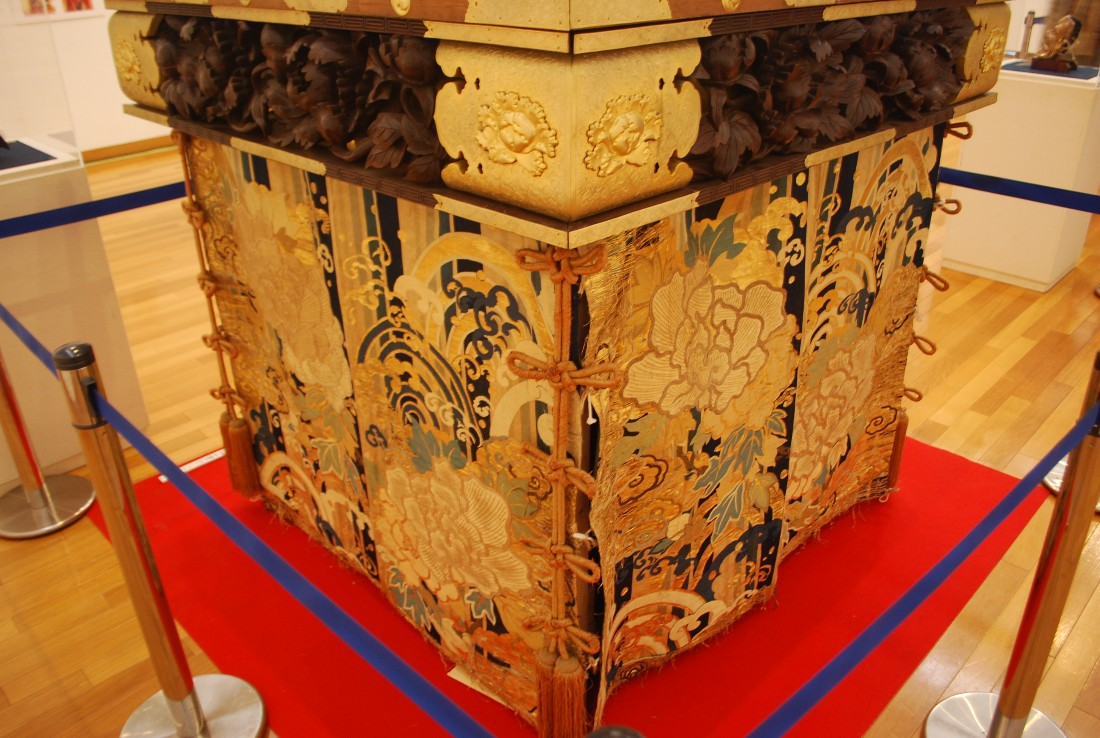
石橋の四方幕

| 所有町会 | 山車の構造       | 山車人形 | 山車制作年 | 山車購入年 | 人形制作年 | 人形制作者       | 人形購入年 |
| -------- | ---------------- | -------- | ---------- | ---------- | ---------- | ---------------- | ---------- |
| 仲町     | 三層せり出し構造 | 関羽     | 不明       | 1879年     | 不明       | 三代目 原舟月    | 1879年     |
| 横町     | 三層せり出し構造 | 石橋     | 不明       | 1879年     | 不明       | 古川長延（推定） | 1879年     |
| 上町     | 三層せり出し構造 | 日本武尊 | 不明       | 1880年     | 1850年     | 二代目 仲秀英    | 1880年     |

### 山車人形等、一部が現存する山車
このうち、玉ノ井龍神及び竹生島龍神は佐倉おはやし館で常設展示されている。また、八幡太郎義家は祭礼中のみ弥勒町の会所で展示されている。
| 所有町会 | 山車の構造                   | 山車人形     | 山車（屋台）制作年 | 山車購入年 | 人形制作年 | 人形制作者    | 人形購入年 |
| -------- | ---------------------------- | ------------ | ------------------ | ---------- | ---------- | ------------- | ---------- |
| 二番町   | 破風屋根付き三層せり出し構造 | 玉ノ井龍神   | 1811年             | 不明       | 不明       | 不明          | 1879年     |
| 肴町     | 三層せり出し構造             | 竹生島龍神   | 不明               | 1879年     | 不明       | 横山朝之      | 1879年     |
| 弥勒町   |                              | 八幡太郎義家 | 不明               | 不明       | 1874年     | 三代目 仲秀英 | 不明       |

## 麻賀多神社の御神輿
麻賀多神社の御神輿は、千葉県内で使用されている神輿では最大級であり、1721年（享保6年）に江戸から職人を10人ほど呼び、8ヶ月の月日と金約360両が費やされ制作された。その後、1875年（明治8年）・1959年（昭和34年）・2003年（平成15年）の3度に渡り、修理が行われた。
麻賀多神社の神輿は白丁を身に纏った鏑木町在住の男性（鏑木青年会）約40名によって「明神祭りさらば久しい」の掛け声のもと渡御される。
佐倉麻賀多神社神輿渡御は、2015年10月21日に、佐倉市指定無形民俗文化財に指定された。